# Sibylla polyacantha
Sibylla polyacantha är en bönsyrseart som beskrevs av Gerstaecker 1889. Sibylla polyacantha ingår i släktet Sibylla och familjen Sibyllidae. Inga underarter finns listade i Catalogue of Life.